# Broch von Sallachy

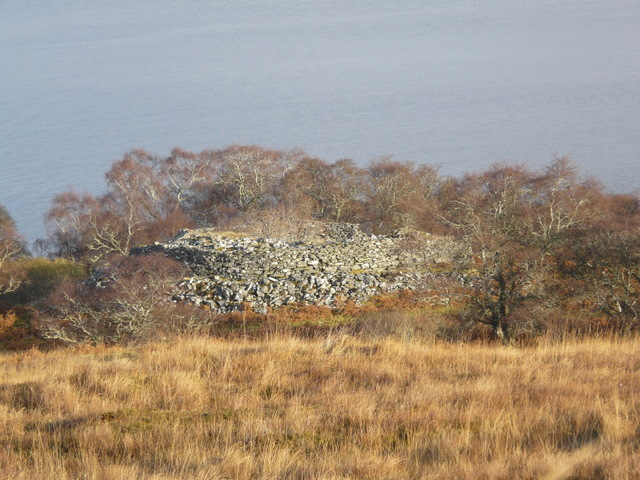
Broch von Sallachy

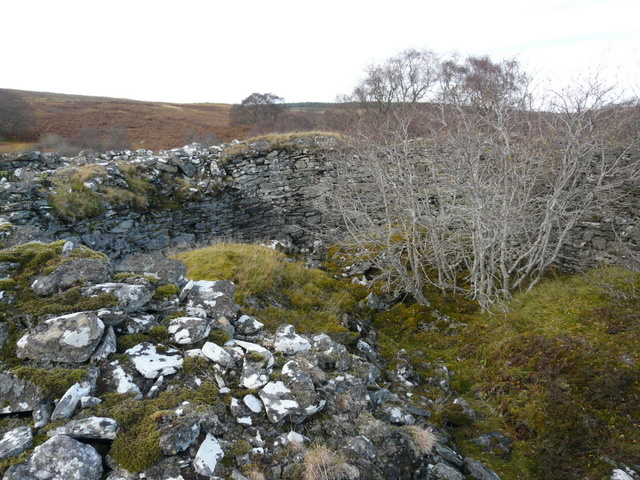
Broch von Sallachy

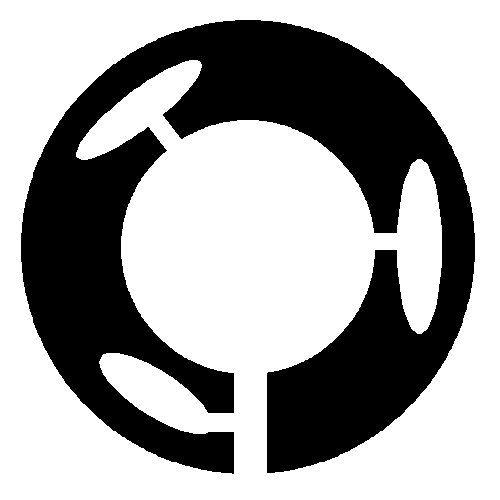
Prinzipskizze: Zellen im Mauerwerk von Brochs

Der Broch von Sallachy (auch Sallachadh) ist der besterhaltene Broch in Sutherland in Schottland. Er liegt auf der linken, verkehrsärmeren Seite des Loch Shin (See) bei Lairg, etwa im Zentrum der schottischen Highlands an einem niedrigen Hügel 100 m vom Ufer des Sees. Der Wasserstand ist zur Elektrizitätsgewinnung angehoben worden, so dass ursprünglich weniger Ufernähe vorlag.

## Beschreibung
Der äußere Durchmesser des Brochs beträgt 18,4 m, der innere 9,4 m. Das Innere des Brochs ist in der Vergangenheit ausgeräumt worden und auch die Mauer ist weitgehend abgetragen. Außen hat die etwa 4,5 Meter dicke und knapp zur Hälfte hohle Mauer eine Resthöhe von etwa zwei Metern, innen ist sie stellenweise noch über drei Meter hoch. Gänge führen auf beiden Seiten des etwa einen Meter breiten Zugangs, der im Südosten liegt, zu zwei etwa gleich großen, einst mit Kraggewölben versehenen, heute jedoch unbedeckten Wächterzellen  (englisch guard-cell) im Mauerwerk. Im südwestlichen Bogen führt ein Gang in das Mauerwerk, der nach knapp 1,5 m endet und auf der einen Seite zu einer in der Mauer verlaufenden Treppe, auf der anderen zu einer dritten, heute ebenfalls dachlosen Nische führt. Schwache Spuren eines umlaufenden Simses, der ursprünglich eventuell eine hölzerne Zwischendecke gestützt hat, sind am oberen Ende der Innenwand sichtbar. Gegenüber dem Zugang kann ein zweiter (späterer?) gelegen haben. Unterbrochene Spuren einer niedrigen Mauer scheinen um den Broch zu laufen, der in überwachsenem Gelände liegt.
Die Verteilung der Brochs weicht in Sutherland nur wenig von der Konzentration der anderen Vorzeitdenkmale ab und konzentriert sich auf die Umgebung der größeren Flusstäler. Brochs sind Merkmale der lokalen Geologie. Manche, wie Sallachy, sind aus Steinplatten, während andere aus gerundeten Feldsteinen gebaut sind, weil sie das geeignetste lokale Material waren. Geringfügige Schwankungen in der Architektur von Brochs reflektieren den zeitlichen abstand und die Möglichkeiten der lithischen Ressourcen.